# Jane Stocks Greig
Jane Stocks «Jean» Greig (12 de junio de 1872-16 de septiembre de 1939) fue una médica y profesora escocesa y australiana, especialista en salud pública.

## Biografía
Greig nació en 1847 en Cupar (Escocia), hija de Jane y Robert Greig, la mayor de siete hermanos. Asistió a la Escuela Secundaria de Dundee, hasta que la familia migró a Melbourne (Australia) en 1889. En el nuevo país, comenzó a ir al Colegio de Señoritas de Brunswick. Su padre alentaba a ella y sus hermanos a que continuaran con su educación terciaria, y en 1891 ella y su hermana Janet se inscribieron en la Escuela de Medicina de la Universidad de Melbourne.
En 1895 se recibió de médica y en 1896 completó su formación en cirugía con honores.

## Ámbito académico
Después de su graduación, trabajó en clínica general, en los suburbios de Melbourne (en Brighton y Fitzroy); en 1896 fundó la Sociedad Médica Femenina de Victoria. También fue miembro fundadora del Hospital de la Reina Victoria para Mujeres y Niños, donde trabajó ad honorem hasta 1910.
Greig regresó a su alma máter para especializarse en salud pública; cuando obtuvo su título, en 1910, se convirtió en la primera mujer de la universidad en hacerlo. Luego comenzó a trabajar para el Departamento de Educación de Victoria como asesora médica y brindó atención médica para niños en edad escolar. Fue nombrada jefa del departamento de salud en 1929. De 1924 a 1925 fue parte de la Comisión Real de Salud. Además, visitó numerosos países para dar conferencias sobre revisaciones médicas y dentales y publicó varios artículos e informes en el Medical Journal of Australia. También fue profesora de Higiene en la Universidad de Melbourne y en el Ciclo de Formación Docente de 1916 a 1939.

## Fallecimiento
Greig falleció en 1939 a los 67 años, de cáncer en Richmond.
En 2007, fue incluida en el Cuadro de honor de mujeres de Victoria, y en 2012 figuró en una colección de estampillas titulada «Médicos».